# أنديرس أبيرج
أنديرس أبيرج (بالسويدية: Anders Åberg)‏ هو ممثل سويدي، ولد في 4 سبتمبر 1948 في غوتنبرغ في السويد.

## وصلات خارجية
- أنديرس أبيرج على موقع IMDb (الإنجليزية)
- أنديرس أبيرج على موقع قاعدة بيانات الأفلام السويدية (السويدية)
- أنديرس أبيرج على موقع قاعدة بيانات الفيلم (الإنجليزية)